# François-Joseph de Riquet de Caraman Chimay

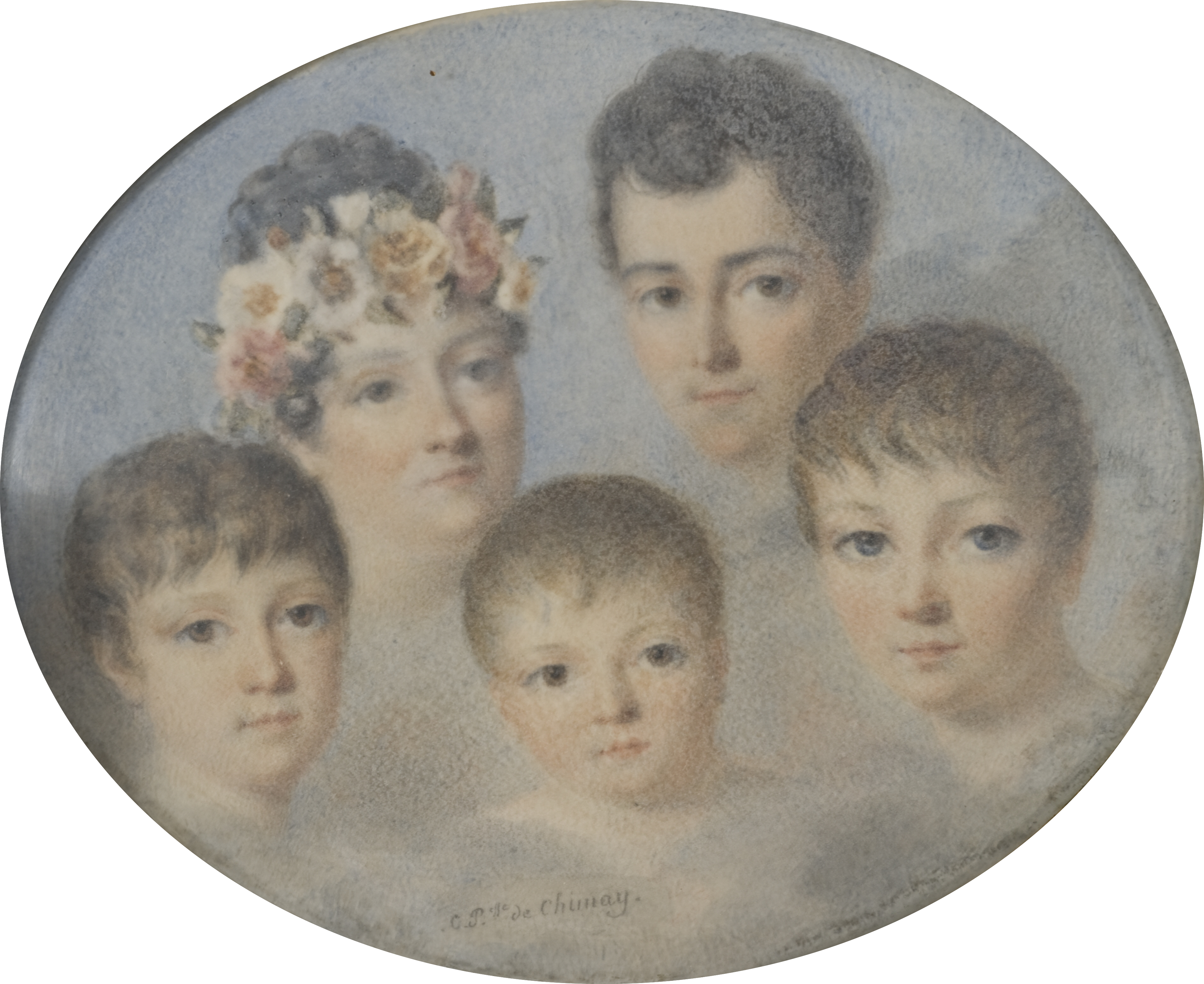
De prins met zijn echtgenote Thérésia Cabarrus en hun kinderen Joseph, Alphonse en Marie-Louise (miniatuur geschilderd door Thérésia).

François-Joseph Philippe de Riquet de Caraman Chimay (Parijs, 21 september 1771 – Toulouse, 2 maart 1843) was een Belgisch edelman.

## Geschiedenis
- Pierre-Paul Riquet werd baron de Bonrepos, als erkenning door koning Lodewijk XIV voor de aanleg van het kanaal van Languedoc of Canal du Midi.
- Maurice de Riquet de Caraman werd door Napoleon tot baron d'Empire verheven en hetzelfde gebeurde in 1814 ten gunste van Victor de Riquet de Caraman.
- In 1817 werd aan diezelfde Victor de titel van markies de Caraman verleend door Lodewijk XVIII. In 1830 kreeg dezelfde de titel van hertog van Caraman van koning Karel X. Hetzelfde jaar nog werd deze titel erfelijk gemaakt.
- In 1869 bevestigde Napoleon III de erfelijke titel ten gunste van Victor-Charles de Riquet de Caraman, afstammeling van de voormelde Victor.

Het geven van dezelfde voornaam van vader op zoon, vereist enige verduidelijking over de genealogie:
- Victor de Riquet, graaf van Caraman (1727-1807) x Marie-Anne de Henin-Lietard (1728-1800), prinses van Chimay. Hij was de feodale heer van het kanaal van Langedoc.
  - Victor de Riquet (1762-1839), eerste hertog van Caraman, x Joséphine de Merode-Westerloo (1765-1824).
    - Victor de Riquet (1786-1837), baron d'empire, x Marie de Riquet de Caraman (1792-1823).
      - Victor de Riquet (1811-1868), tweede hertog van Caraman, x Louise de Berton des Balbes (1818-1885).
        - Victor-Charles de Riquet (1839-1919), derde hertog van Caraman.
        - Georges de Riquet (1845-1931), vierde hertog van Caraman, x Marie Arrighi de Casanova (1849-1929).
          - Charles de Riquet (1873-1960), vijfde hertog van Caraman, x Françoise de Rohan-Chabot (1881-1957).
          - Ernest de Riquet (1875-1958), graaf van Caraman, x Hélène de Ganay (1890-1974).
            - Jean de Riquet (1916-2010), zesde hertog van Caraman, xx Elga Schroers (° 1941).
              - Philippe de Riquet (°1972), zevende hertog van Caraman.

  - François-Joseph de Riquet (1771-1843), zie hierna.

Allen behoorden of behoren tot de Franse adel. Alleen de laatste stapte over naar de Nederlandse en later de Belgische adel.

## Levensloop
François-Joseph de Riquet was een zoon van Victor Maurice de Riquet de Caraman (1727-1807) en van Marie-Anne de Hénin-Liétard (1728-1800), prinses van Chimay. Victor was heer van het verbindingskanaal in de Languedoc.
Tijdens de Franse Revolutie emigreerde François en keerde pas onder het keizerrijk naar Frankrijk terug. Hij was ondertussen, in opvolging van zijn oom langs moederszijde, op 24 juli 1804 de zestiende prins van Chimay geworden.
Hij werd cohortenchef in het leger van Napoleon. Toen Lodewijk XVIII aan de macht kwam, werd hij tot kolonel bevorderd. Na Waterloo nam hij deel aan de wetgevende verkiezingen en werd op 22 augustus 1815 lid van het Franse parlement voor het departement van de Ardennen. Dit parlement werd in september 1816 ontbonden en Riquet kandideerde niet opnieuw.
Omdat het prinsdom Chimay door Frankrijk was overgelaten aan het Verenigd Koninkrijk der Nederlanden, volgde hij het lot van zijn domeinen.
In 1817 werd hij erkend in de erfelijke adel van het Verenigd Koninkrijk der Nederlanden en benoemd in de Ridderschap van de provincie Henegouwen. Hij werd erkend met de titels van prins van Chimay en graaf van Caraman. In 1820 werd hij lid van de Eerste Kamer der Staten-Generaal en kamerheer van de koning.
Hij was in 1805 getrouwd met Thérésia Cabarrus (1773-1835), die voordien al tweemaal getrouwd en gescheiden was, achtereenvolgens met Jean-Jacques Devin de Fontenay (1762-1817) en met de belangrijke revolutionair Jean-Lambert Tallien. Ze was ook nog de maîtresse geweest van Paul Barras (1755-1829) en van Gabriel-Julien Ouvrard (1770-1846) en had kinderen uit al die relaties. Met de prins van Chimay kreeg ze een dochter en twee zoons, Joseph en Alphonse, die voor afstammelingen zorgden, tot heden.

## Afstammelingen
- Joseph de Riquet de Caraman Chimay (Parijs, 1808 - Londen, 1886) werd in 1827 prins van Chimay en in 1856 prins van Caraman. Hij trouwde met Emilie Pellapra (1806-1871).
  - Joseph de Riquet de Caraman Chimay (Menars, 1836 - Brussel, 1892). Hij trouwde met Marie de Montesquiou-Fézensac (1834-1884) en met Mathilde de Barandian (1862-1919).
    - Joseph de Riquet de Caraman Chimay (Parijs, 1858 - Chimay, 1937). Hij trouwde met Clara Ward (1873-1916) en met Anne Gilone Le Veneur de Tillières (1889-1962).
      - Joseph de Riquet (Chimay, 1921 - Washington, 1990) werd Amerikaans staatsburger en verloor zijn adellijke status.
      - Elie de Riquet (Chimay, 1924-1980), prins van Chimay en Caraman. Hij trouwde met Elisabeth Manset (1926-2023).
        - Philippe de Riquet (°1948), prins van Chimay en Caraman. Hij trouwde met Anne-Noëlle Riperst, vervolgens met Christine Goffinet en in derde huwelijk met Françoise Peter.
          - Charles-Joseph de Riquet (°1974), prins van Chimay. Hij trouwde met gravin Amicie d'Ursel (°1978).
            - Joseph de Riquet (°2011), prins van Chimay.

          - Jean de Riquet (°1977), prins van Chimay. Hij trouwde met Marie-Séverine Hoare (°1976).
            - Paul de Riquet (°2007), prins van Chimay.
- Michel Gabriel Alphonse Ferdinand de Riquet (Parijs, 1810 - 12 mei 1872), graaf van Caraman, graaf van Chimay. Hij trouwde met Rosalie de Riquet de Caraman (1814-1872). In 1827 kreeg hij de persoonlijke titel graaf en in 1834 kreeg hij in Noord-Nederland de titel prins.
  - Alphonse de Riquet de Caraman Chimay (1844-1928). Hij trouwde achtereenvolgens met Gabrielle Lejeune (1857-1914) en met Mathéa Lejeune (1871-1964). Hij kreeg vergunning in 1865 om verder de titel prins van Chimay te dragen. 
    - Jules Joseph Marie Marcel Matteo Alphonse de Riquet de Caraman (1899-1973), prins van Chimay. Hij trouwde met Brenda Hamilton (1897-1985) en nam de Britse nationaliteit aan. Ze kregen een enige dochter, en deze familietak doofde uit.